# Lathyrus japonicus
Lathyrus japonicus é uma espécie de planta com flor pertencente à família Fabaceae. 
A autoridade científica da espécie é Willd., tendo sido publicada em Species Plantarum. Editio quarta 3(2): 1092. 1802.

## Portugal
Trata-se de uma espécie presente no território português, nomeadamente os seguintes táxones infraespecíficos:
- Lathyrus japonicus subsp. maritimus - presente no Arquipélago dos Açores. Em termos de naturalidade é introduzida na região atrás referida. Não se encontra protegida por legislação portuguesa ou da Comunidade Europeia.